# Martin Adeline
Martin Adeline, né le 2 décembre 2003 à Épernay (Marne), est un footballeur français qui évolue au poste de milieu de terrain à l'ESTAC Troyes.

## Biographie

### Carrière en club

#### Formation et passage à Paris
Né le 2 décembre 2003 à Épernay, dans la Marne, Martin Gabriel Belaïd Adeline commence à jouer au Rodez Aveyron Football, où il passe 7 ans, avant de retourner dans sa ville natale et de fréquenter le RC Épernay Champagne. Repéré alors par le Paris Saint-Germain, il passe 2 ans en internat dans le centre de formation parisien et avec les moins de 17 ans nationaux,,. Il avait alors déjà passé trois années au centre de pré-formation du club parisien à Verneuil, tout en restant licencié à Épernay,.
Mais alors que le Paris Saint-Germain propose un contrat professionnel à son espoir, à seulement 16 ans, Martin Adeline décide de rejoindre le Stade de Reims et sa région natale, notamment pour se rapprocher de sa mère, qui l'a élevé seule et qui fait alors face à de graves problèmes de santé,,. Libéré de sa dernière année de contrat aspirant au Paris Saint-Germain,, il paraphe ainsi son premier contrat professionnel avec le club champenois, mais affirme néanmoins encore faire d'un passage dans l'équipe première du Paris Saint-Germain un objectif de carrière,.
En juillet 2021, il obtient son baccalauréat général, avec une mention bien.

#### Débuts professionnels à Reims
S'étant imposé comme titulaire dans l'équipe réserve rémoise en National 2 lors de la saison 2021-2022, Martin Adeline signe un nouveau contrat avec le club, avec lequel il se lie jusqu'en 2026, alors qu'il vient tout juste d'avoir 18 ans,.
Le 19 décembre 2021, il fait ses débuts professionnels avec le Stade de Reims, entrant en jeu et marquant le but de la victoire lors du derby contre Reims Sainte-Anne en Coupe de France. Entré sur le terrain à 7 minutes de la fin, en remplacement d'Alexis Flips, il profite d'un centre dévié par la défense pour marquer d'une frappe sèche à l'entrée de la surface, dans les derniers instants d'un match qui se termine sur le score d'un but à zéro,,.
Trois jours plus tard, il effectue également sa première apparition en Ligue 1, lors d'une rencontre face à l'Olympique de Marseille, au Vélodrome. Entré en jeu à la place de Nathanaël Mbuku et en même temps que l'autre grande promesse rémoise Hugo Ekitike, il voit ce dernier ouvrir le score, l'Olympique de Marseille égalisant ensuite en toute fin d'une rencontre qui se termine sur un match nul 1-1,. Début 2022, il entre aussi en jeu contre son ancien club, le Paris Saint-Germain de Lionel Messi et Kylian Mbappé, lors de la confrontation retour en Ligue 1 au Parc des Princes,.
Cumulant huit apparitions en championnat durant cet exercice et dix toutes compétitions confondues, il est notamment nommé « Rookie de la saison » par Free, le co-diffuseur du championnat. Dans la continuité de ses bonnes performances, il intègre définitivement le groupe professionnel pour la saison suivante,.

##### Prêt au FC Annecy
Le 10 août 2023, Martin Adeline est prêté sans option d'achat au FC Annecy,.

### Carrière en sélection
Martin Adeline est international français avec les moins de 19 ans depuis octobre 2021 et le tournoi de Marbella. Auparavant, il avait déjà reçu un appel en moins de 16 ans – qu'il doit néanmoins décliner après une blessure –, puis avec les moins de 18 ans en 2021, disputant plusieurs matchs amicaux contre les jeunes du Paris Saint-Germain et du Paris FC, dans une période où le covid empêche la tenue de la plupart des rencontres internationales junior,.
En juin 2022,  il est sélectionné avec les bleuets pour participer à l'euro des moins de 19 ans : titulaire lors de la compétition et plus jeune joueur de l'effectif français, il est notamment auteur d'une passe décisive contre les hôtes slovaques, et d'un but contre la Roumanie. Qualifiés pour le mondial des moins de 20 ans, les Français échouent néanmoins en demi-finale de la coupe d'Europe, face à l'équipe d'Israël de Tai Abed, Ilay Madmon (en) et Oscar Gloukh. Il figure dans la sélection française pour la Coupe du monde des moins de 20 ans 2023.

## Style de jeu
Milieu relayeur, capable aussi de jouer dans un registre plus défensif ou offensif,, décrit comme un joueur « intelligent, élégant avec le ballon et avec un gros volume de jeu », il s'illustre dès sa première saison professionnelle comme un joueur technique, doté d'une remarquable vision du jeu,.

## Statistiques
| Saison                | Club                  | Championnat           | Championnat | Championnat | Coupe(s) nationale(s) | Coupe(s) nationale(s) | Total | Total |
| Saison                | Club                  | Division              | M.          | B.          | M.                    | B.                    | M.    | B.    |
| 2021-2022             | Stade de Reims        | Ligue 1               | 8           | 0           | 2                     | 1                     | 10    | 1     |
| 2022-2023             | Stade de Reims        | Ligue 1               | 5           | 0           | 2                     | 3                     | 7     | 3     |
| 2024-2025             | Stade de Reims        | Ligue 1               | 1           | 0           | -                     | -                     | 1     | 0     |
| Sous-total            | Sous-total            | Sous-total            | 14          | 0           | 4                     | 4                     | 18    | 4     |
| 2022-2023             | Rodez AF (prêt)       | Ligue 2               | 7           | 0           | 1                     | 0                     | 8     | 0     |
| 2023-2024             | FC Annecy (prêt)      | Ligue 2               | 22          | 2           | 1                     | 0                     | 23    | 2     |
| 2024-2025             | ES Troyes AC          | Ligue 2               | 23          | 1           | 4                     | 1                     | 27    | 2     |
| 2025-2026             | ES Troyes AC          | Ligue 2               | 2           | 1           | -                     | -                     | 2     | 1     |
| Sous-total            | Sous-total            | Sous-total            | 25          | 2           | 4                     | 1                     | 29    | 3     |
| Total sur la carrière | Total sur la carrière | Total sur la carrière | 68          | 4           | 10                    | 5                     | 78    | 9     |